# ルイス・ラドラム
ルイス・ラドラム（Lewis Ludlam、1995年12月8日 - ）は、トップ14RCトゥーロンに所属するラグビーユニオン選手。

## プロフィール
- イングランド・イプスウィッチ出身。
- ポジションはフランカー(FL)。
- 身長 192cm、体重 104kg
- U20イングランド代表に選ばれたことがある[1]。
- イングランド代表キャップは25（2024年10月現在）でラグビーワールドカップ2019・ラグビーワールドカップ2023のイングランド代表に選ばれた[2]。

## 略歴
2013年、ノーサンプトン・セインツに加入。 
2024年、RCトゥーロンに加入。